# Alexander Calandrelli

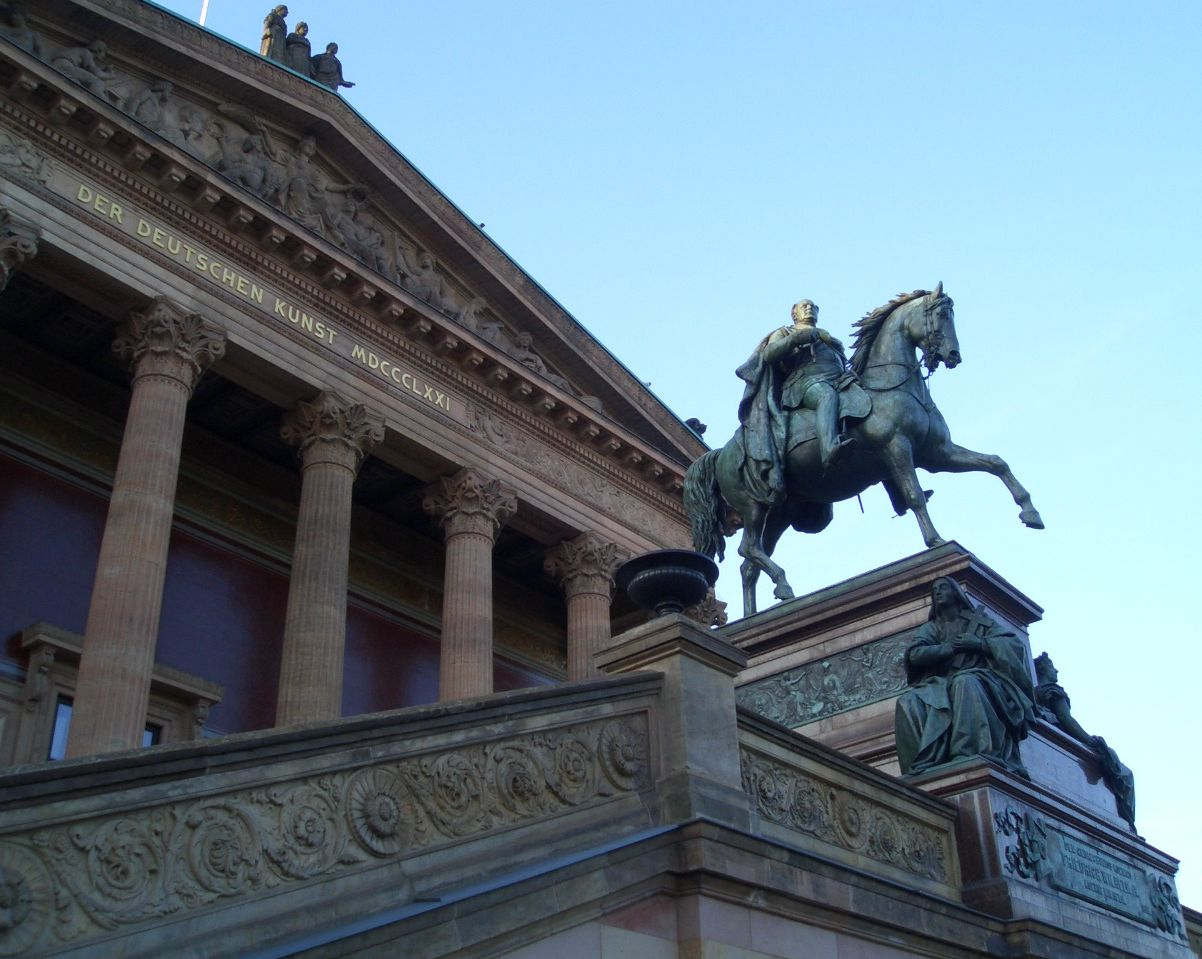
Estatua ecuestre de Federico Guillermo IV por Calandrelli (frente la Alte Nationalgalerie en Berlín.

Alexander Emil Ludovico Calandrelli (9 de mayo de 1834 - 26 de mayo de 1903) fue un escultor alemán de ascendencia italiana.

## Biografía
Calandrelli nació en Berlín. Su padre era un pulidor de gemas de Roma que se trasladó a Alemania en 1832. De 
1847 a 1850 Alexander asistió a la Academia de Bellas Artes Prusiana, pero tuvo que acortar sus estudios debido a problemas financieros, aunque aún fue capaz de continuar su formación en los estudios de August Wredow, Friedrich Wilhelm Dankberg (hasta 1852) y Friedrich Drake (hasta 1855). Después trabajó para August Fischer hasta 1863. Desde 1864 puso en marcha su propio estudio. Pequeños trabajos en cera, una habilidad que aprendió de Fischer, formó su transición a grandes esculturas —sus primeros trabajos importantes fueron modelos para un centro de mesa de plata.
En 1874 Calandrelli pasó a ser profesor de escultura, en 1883 un miembro de la Academia de Bellas Artes y en 1887 miembro del Senado por la Academia de Bellas Artes. Desde la década de 1870 en adelante fue el artista favorito de la corte imperial prusiana. Sus obras de moderado clasicismo lo hacen un representante tardío de la 'Escuela de Rauch' dentro de la 'Escuela de Berlín' de escultura, cuya influencia declinó enormemente a finales del siglo XIX. Para trabajos inmóviles, con la apuración requerida para los grandes retratos, era uno de los mejores escultores de su tiempo.
Sus discípulos incluyeron a August Gaul y Martin Götze. Murió en Berlín-Lankwitz, y fue enterrado en el cementerio estatal de Friedhof Wilmersdorf en la  Berliner Straße 81-103, aunque su tumba parece haberse perdido. Una calle fue nombrada en su honor en Berlín-Lankwitz después de la Segunda Guerra Mundial.